# Emelie Strömberg
Emelie Britt Elisabeth Strömberg född den 7 oktober 1986 i Berghem, Marks kommun i Västra Götalands län, är en svensk skådespelerska.

## Biografi
Strömberg utbildade sig vid Teaterhögskolan i Luleå 2005–2009 och är sedan 2011 anställd på Backa teater i Göteborg. 
Utöver skådespelandet spelade hon amerikansk fotboll med Göteborg Marvels 2014-2018, vilket även inkluderade ett år i det svenska damlandslaget i amerikansk fotboll, 2015. Strömberg är även en återkommande gästskådespelare i "Quizadillas, levande filmquiz" på sin fritid.

## Filmografi (i urval)
- 2008 – Ping-pongkingen
- 2015 – Min lilla syster
- 2015 – En man som heter Ove
- 2018 – Unga Astrid
- 2019 – Ring mamma
- 2019 – Bunden
- 2020 – Måste gitt

## Teater

### Roller (i urval)
| År   | Roll                 | Produktion                     | Regi              | Teater                |
| ---- | -------------------- | ------------------------------ | ----------------- | --------------------- |
| 2011 | -                    | Yvonne                         | Mattias Andersson | Backa teater          |
| 2012 | Blaz                 | 5BOYS.COM                      | Anja Suša         | Backa teater          |
| 2012 | Sara                 | UTOPIA 2012                    | Mattias Andersson | Backa teater          |
| 2015 | -                    | A clockwork orange             | Tereza Andersson  | Backa teater          |
| 2017 | Jeanne D'Arc         | Jeanne D'Arc                   | Malin Stenberg    | Backa teater          |
| 2017 | Dunjasja             | Körsbärsträdgården             | Anja Suša         | Göteborgs stadsteater |
| 2018 | Sara                 | Skuggorna av Mart              | Mattias Andersson | Backa teater          |
| 2018 | Sig själv            | DNA - Dansa Nära Anhörig       | Tove Sahlin       | Backa teater          |
| 2019 | Rita                 | Blue Air                       | Oskar Thunberg    | Örebro teater         |
| 2019 | Flickan              | Flickan med Svavelstickorna    | Rikard Lekander   | Backa teater          |
| 2021 | Anna Å               | Luciakandidaterna              | Marcus Carlsson   | Backa teater          |
| 2021 | Styvdottern          | Sex Roller Söker en författare | Oskar Thunberg    | Backa teater          |
| 2022 | Kristina Johannesson | Nationen                       | Beata Gårdeler    | Backa teater          |

## Priser och utmärkelser
- 2019 – Adlerbertska konststipendiet[19] som delas ut av Sällskapet Gnistan med motiveringen "Emelie har sedan 2011 varit en av de ledande skådepspelarna i Backa Teaters ensemble. Hon har även synts i TV-serier och filmer. På Backa Teater har hon sedan den hyllade debuten i Witold Gombrowicz Yvonne gjort ett flertal minnesvärda roller och visat upp ett både moget och nyskapande skådespeleri, med ett tilltal som berör såväl en ung som en mogen publik"